# Le Fifre
Pour les articles homonymes, voir fifre (homonymie).
Le Fifre est un sommet du massif des Écrins qui culmine à 3 699 mètres d'altitude, entre le pic Coolidge et la barre des Écrins.

## Premières ascensions
- 1re ascension, par l'arête ouest, le 10 juillet 1881 : Christian Almer père et fils, William Auguste Coolidge[2].
- 2e ascension, par l'arête sud-est, le versant sud-ouest et l'arête ouest, le 29 juin 1882 : William Meath Baker (en), Josef Marie Lochmatter (de), Alois Pollinger (de)[2].